# Flavi (querusc)
Flavi (llatí: Flavius) va ser germà d'Armini, cap dels queruscs. Era comandant de l'exèrcit romà i havia fet destacats serveis a Roma, i fins i tot havia perdut un ull en combat.
L'estiu de l'any 16 queruscs i romans eren un a cada costat del riu Visurgis (Weser) i Armini va demanar parlamentar amb son germà. Armini li va preguntar què n'havia obtingut a canvi de perdre l'ull i Flavi va dir que li havien augmentat la paga. Després de discutit a crits, haurien arribat a les mans si el corrent del riu no hagués estat tant fort.
Un descendent de Flavi, de nom Itàlic, l'any 47 va ser rei dels queruscs.